# 平川祐樹
平川 祐樹（ひらかわ ゆうき、1983年 - ）は日本の映像作家。愛知県出身。

## 略歴
メディア考古学的な視点を通して、場所や物質に宿る時間を即物的に呈示する映像作家。
2008年に名古屋学芸大学大学院メディア造形研究科修了後、2011年よりドイツを拠点に多数のアーティスト・イン・レジデンスに参加、15年には文化庁新進芸術家海外研修員としてベルリンに滞在した。
主な展覧会に「眠りにつくまで」（美濃加茂市民ミュージアム、2013年）、「19th DOMANI・明日展」（国立新美術館、2016年）などがある。
2017年より、世界中の失われた映画タイトルを集めて列記し、リストを並べ替えて繋げ、詩が語り掛けてくるようにしたシリーズ「Lost Films」を制作を開始。
ロッテルダム国際映画祭、オーバーハウゼン国際短編映画祭などで招待上映される。新たなシリーズ「Years Later」では、フィルムが消失してしまった初期の日本映画の周辺資料から、大道具、小道具などを再現して撮影するという考古学的な視点を取り入れた。

## 代表的な展覧会
- 「Silence of Nature / Nature of Silence」アカデミー・シュロス・ソリテュード、シュトゥットガルト、ドイツ（2013年）
- 「眠りにつくまで」美濃加茂市民ミュージアム、岐阜（2013年）
- 「In Remembrance of Disappearance」MOT / ARTS、台北、台湾（2014年）
- 「Unseen / Unscene」クンストフェライン・ヴォルフェンビュッテル、ヴォルフェンビュッテル、ドイツ（2015年）
- 「Same Places, Different Phases―Energy, Matter, and Time」クンストクラフトヴェルク、ライプツィヒ、ドイツ（2015年）
- 「Close Your Eyes」クンストラーハウス・ベタニエン、ベルリン、ドイツ（2015年）
- 「Into a Horizon」ホワイト・レインボウ、ロンドン、イギリス（2015年）
- 「Secret Fire」アニマ＝ムンディ、セント・アイヴス、イギリス（2016年）
- 「The Better Way Back to the Soil」ダブル・スクエア・ギャラリー、台北、台湾（2017年）
- 「Due cuori Sperduti nel buio Due occhi per non vedere」カルメ・ブレシア、ブレシア、イタリア（2018年）
- 「A River Under Water」 アニマ＝ムンディ、セント・アイヴス、イギリス（2018年）
- 「映画の見る夢」ポーラ美術館、神奈川（2018年）

映画フィルムからはがし取った銀粒子を小さな塊へと再鋳造し、3分間というフィルムにおさめた作品を公開した。
- 「Rêve d’artiste La Magie à travers les âges」アンドーギャラリー、東京（2019年）

## グループ展
- 「国際ヴィデオアートフェスティバル Now&After'12」モスクワ市近代美術館、モスクワ、ロシア（2012年）
- 「光 陰―ひかり、かげ、とき―」岡崎市美術博物館、愛知（2012年）
- 「異邦人」国立台湾美術館、台中、台湾（2013年）
- 「あいちトリエンナーレ2013」名古屋・岡崎、愛知（2013年）

あいちトリエンナーレ2010では企画コンペ部門で出品し名古屋市内を流れる中川運河を撮影した映像作品を発表した。 
- 「日常の反射」トータルミュージアム、ソウル、韓国（2014年）
- 「札幌国際芸術祭2014」札幌、北海道（2014年）

札幌芸術の森美術館で。札幌を訪れ、真駒内公園で切り株の調査と撮影を行い、かつてそこにあったであろう木の幹と、それが消失したことによって現れた空の穴。その痕跡が複数展示されることで、「消失した森」が出現する映像インスタレーション作品を発表。 
- 「ポーラ ミュージアム アネックス展2016―映像と動勢―」ポーラミュージアムアネックス、東京（2016年）
- 「KAAT突然ミュージアム2016」神奈川芸術劇場、神奈川（2016年）
- 「KAUNAS MENE：カウナス現代芸術祭」カウナス、リトアニア（2016年）
- 「19th DOMANI・明日展」国立新美術館、東京（2016年）
- 「非空間」 アクバンク・アート、イスタンブール、トルコ（2016年）
- 「台北デジタル・アート・フェスティバル」台北、台湾（2017年）
- 「ロッテルダム国際映画祭2019」ロッテルダム、オランダ（2019年）
- 「第65回オーバーハウゼン国際短編映画祭」オーバーハウゼン、ドイツ（2019年）